# Curt Böhmer
Curt Böhmer, auch Kurt Böhmer (* 22. Oktober 1880 in Leipzig; † nicht ermittelt), war ein deutscher Bühnenschriftsteller.

## Leben und Wirken
Er stammte aus einer Offiziersfamilie, in der Hausmusik betrieben wurde. Aufgewachsen in der Messestadt Leipzig, wo er Geigespielen lernte, ließ sich Böhmer in der sächsischen Landeshauptstadt Dresden als Schriftsteller nieder, wo er vor allem Lust- und Trauerspiele für die dortigen Bühnen verfasste.

## Werke (Auswahl)
- Soleidas bunter Vogel. (Lustige Märchenoper in einem Akt). 1927.
- Die Fackel. (Lyrische Oper in drei Bildern). 1940.
- Der goldene Pavillon. 1941.
- Der Silenus von Florenz. 1943.
- Diogenes der Zweite. 1944.